# Facciolella oxyrhyncha
Facciolella oxyrhyncha är en fiskart som först beskrevs av Bellotti, 1883.  Facciolella oxyrhyncha ingår i släktet Facciolella och familjen Nettastomatidae. Inga underarter finns listade i Catalogue of Life.